# Jacques d'Enghien
Pour les articles homonymes, voir Enghien.
Jacques d'Enghien, chevalier était un seigneur d'Havré, décédé le 15 décembre 1427.

## Biographie
Il était le fils de Gérard II d'Enghien et de Jeanne de Barbançon. 
Il était châtelain de Mons, seigneur d'Havré, Fagnolles, Ghlin, Braine-l'Alleud, Montignies, Jurbise, Masnuy, Plancenoit; capitaine lors de la campagne de Frise, en Gascogne sous Coucy.

## Filiation
Il se  maria avec Jacqueline de Saint-Aubert, 
en deuxièmes noces (ou bien juste une liaison ?). Il s'unit en premières noces avec Marie de Roucy-Pierrepont, fille de Simon comte de Roucy-Pierrepont et de Marie de Châtillon, ils eurent comme enfants :
- Simon d'Enghien (?, 25 octobre 1415 à Azincourt), fit la campagne de Prusse en 1411, alla en Terre Sainte en 1381 et 1411;
- Jacques d'Enghien, (?, 25 octobre 1415 à Azincourt), seigneur de Més;
- Yolande d'Enghien, dite Mariette ou d'Havré;
- Margueritte d'Enghien, décédée le 26 janvier 1444, dite d'Havré, dame de Braine l'Alleud, épousa Godefroi seigneur de Sombreffe  décédé en 1406, puis en secondes noces Henri de Witthem seigneur de Beersel (décédé le 11 décembre 1444) lui-même veuf de Katelyne de Berchem;
- Isabelle (ou Isabeau) d'Enghien, dite d'Havré, dame de Préaux et d'Hussignies, épousa Arnould baron de La Hamaide, seigneur de Rebaix, Renaix, Mainwault, Wannebecq, Hion et Neuville en Bourjonval décédé le 13 novembre ou décembre 1426, épousa en secondes noces Jacques II de Bourbon-Preaux;

## Sources
- Étienne Pattou .